# 爆発! 暴走遊戯
『爆発! 暴走遊戯』(ばくはつ! ぼうそうゆうぎ)は、1976年1月15日に東映で公開された日本映画。カラー、86分。岩城滉一主演の暴走族シリーズ第2弾。

## 概要
シリーズ第2弾で、二大暴走族とレーサーとの三つ巴を描いた暴走アクション。
当時、人気であった桑島正美が、本人役で出演している。

## キャスト
- 風間(ブラックパンサーヘッド)：岩城滉一
- 風間ユキ(風間の妹)：多岐川裕美
- あけみ(ブラックパンサー姉御)：中島ゆたか
- 桑島正美(F1欧州チャンピオン・「黒い稲妻」・レッドバロン元ヘッド)：桑島正美(本人役)

＜暴走族ブラックパンサー＞
- 佐伯真一(副ヘッド)：星正人
- サブ(うなぎ屋・真一を裏切る)：町田政則
- 健次(パチンコ店・カレー)：菅野直行
- 町田(敵討ちに難色示す「警察に目をつけられてる」)：舟久保信之
- 松男(うなぎ屋・「慎重に行く」)：豊岡晋
- ツトム(そば屋出前・連絡係)：田口和政
- タケシ(モヒカン)：貝ノ瀬一夫
- 容子(洋裁店・ユキの同僚・訛り)：芹明香
- 純子(健次の彼女・オッパイせがまれる)：内藤杏子
- ヨー子：寺田洋子

＜暴走族レッドバロン＞
- 花田(ヘッド)：織田あきら
- 魔子(花田の女)：鹿沼えり
- 甲斐(副ヘッド・サングラス・ナイフ「ドブネズミ」)：光本大介
- ヒロシ(挑発するメガネ・猿の惑星・ハゲ)：津森正夫
- 雄二(真一に「気のちっちゃい坊や」)：浜田勇
- ヒデ：山之内英正
- トシオ：大泉公孝
- ミツル：松本光正
- タロー：横井高志
- アキラ：大蔵晶
- モコ：岡田京子
- ヒロエ：星野じゅん
- ユキ：叶優子
- レミ：藤本あけみ

＜その他＞
- 佐伯(真一の母)：幾野道子
- 洋裁店店主(クソッパゲ)：相馬剛三
- モータース店長(風間の雇い主)：伊達弘
- 医者：山田光一
- うなぎ屋店主：沢田浩二

## スタッフ
- 監督：石井輝男
- 脚本：石井輝男、橋本新一
- 企画：矢部恒
- 撮影：出先哲也
- 美術：藤田博
- 音楽：鏑木創
- 録音：広上益弘
- 照明：梅谷茂
- 編集：祖田富美夫
- 助監督：橋本新一

## 映像ソフト
- 前作『爆走! 暴走族』と同じく、2010年3月21日に東映ビデオからDVDが発売された。

## 同時上映
- 『トラック野郎・爆走一番星』
- 主演：菅原文太／監督：鈴木則文
- トラック野郎シリーズ第二作。

※当初は『けんか空手 極真無頼拳』が『トラック野郎・爆走一番星』の同時上映作であったが『トラック野郎～』のロングラン(四週間)に伴い、1976年正月～2月番組の変更があり、正月三週目（1月31日から）『必殺女拳士』と併映予定だった本作『爆発! 暴走遊戯』が『トラック野郎～』後半の1976年1月15日からの併映になった。全ての劇場がそうだったか不明。